# トーマス・ウィリアムス
トーマス・ウィリアムス (Thomas Williams) として知られる、トーマス・レイ・ウィリアムス（Thomas Ray Williams、1984年12月25日 - ）は、アメリカ合衆国のアメリカンフットボール選手、ラインバッカー (LB)。2008年のNFLドラフトで、5巡目にジャクソンビル・ジャガーズから指名された。カレッジフットボールでは、南カリフォルニア大学 (USC) トロージャンズの選手であった。
ウィリアムスはこれまでに、シアトル・シーホークス、ニューイングランド・ペイトリオッツ、バッファロー・ビルズ、カロライナ・パンサーズと移籍を重ねた。

## 大学入学以前
ウィリアムスは、カリフォルニア州バカビル (Vacaville) のバカビル高校でフットボールの選手であった。大学進学の際には、ノートルダム大学と南カリフォルニア大学 (USC) のいずれかに進もうと考えていた。様々な点から見て両者は対等に思えたが、NFLまでたどり着けるか確信がもてていなかったウィリアムズは、最後には、キャリアに繋がるネットワークづくりやロサンゼルスの多様性を考慮して、USCを選んだ。

## 大学
ウィリアムスは、2003年の推薦組でUSCに入学したが、同期にはレジー・ブッシュ やレンデール・ホワイト (LenDale White) らがいた。USCトロージャンズ (USC Trojans) 時代、ウィリアムスはカレッジフットボール14試合に、フルバックを含む3つのポジションで先発出場した。2007年のPac-10（パシフィック10カンファレンス ）オールチームには選出されなかったものの、オナラブル・メンション（選出には至らなかったがそれに準じるとして名前が公表されること）を受け、（オフシーズンに行なわれるカレッジフットボールのオールスターゲームである）イースト・ウェスト・シュライン・ゲーム (East-West Shrine Game) やフラボウル (Hula Bowl) に招かれた。カレッジフットボールにおける通算成績は、74タックル、1サック、3ファンブルフォース、5パスディフェンス、5ロスタックル、3インターセプト、インターセプトリターン37ヤードなどとなっていた。2007年のシーズンには、56タックルをあげた。2008年のローズボウルでは6タックルをあげた。
トロージャンズ時代のウィリアムズは、ローファ・タトゥープ (Lofa Tatupu)、マット・グルーテゴード (Matt Grootegoed)、ダラス・サーツ (Dallas Sartz)、コリン・アシュトン (Collin Ashton)、オスカー・ルア (Oscar Lua) ら、ラインバッカーの先輩たちから指導や助言を受けた。自分よりも経験に秀でたラインバッカーたちと競う中で何とか出場時間を増やしていくために、ウィリアムスはスペシャルチームでのプレイ、特にキックオフ・カバレッジに集中して取り組み、優れた成果を挙げた。レッドシャツ (redshirt) 新人として出場した2004年のシーズンには、全米選手権に進んだチーム (2004 USC Trojans football team) の一員として活躍し、サーツの交替要員として、ストロング・サイドでプレイした。2004年シーズンの早い時期に、コーチのピート・キャロル (Pete Carroll) が、ウィリアムスのスペシャルチームにおける活躍を踏まえて「ザ・ヒットマン (The Hitman)」という渾名をつけたが、この名はウィリアムスがUSCにいた間ずっと付いて回ることになった
2005年のチーム (2005 USC Trojans football team) においても、サーツの交替要員だったが、サーツがシーズン途中で肩を故障したため、6試合には先発出場した。途中出場も2回あり、ウィーク・サイドの役割も経験した。2006年のチーム (2006 USC Trojans football team) においては、フルバックが軒並み故障してしまったため、オフェンス・チームのライアン・カリル (Ryan Kalil)、サム・ベイカー (Sam Baker)、ジョン・デヴィッド・ブーティ (John David Booty) らは、高校時代にフルバックの経験があったウィリアムスに、フルバックへの転向を説得した。ウィリアムスはフルバックとして2回先発出場し、シーズン中の数試合で、オフェンスとディフェンスの両方のチームでプレイした。ウィリアムスはカレッジの間に、ラインバッカーの3つのポジションをすべて経験した。2007年のシーズンにおいては、チームメイトの投票によって、最もインスピレーション（ひらめき）に満ちたプレイをした選手に選ばれ、レギュラー・シーズン終了時点で、ロスタックル3.5回でラインバッカー中3位、インターセプト1回、全米2位のファンブルフォース2回を記録した。
2008年5月に、社会学の学士号を得て、USCを卒業した

## NFL
ウィリアムスは、NFLスカウティング・コンバイン (NFL Scouting Combine) に招待された。
ウィリアムスは、2008年のNFLドラフトにおいて、5巡全体155位でジャクソンビル・ジャガーズから指名された。母校の高校からドラフトされたのは、1983年にロサンゼルス・ラムズから全体97位で指名されたヴィンス・ニューサム (Vince Newsome) 以来のことであった。ウィリアムスは、7月にジャガーズと4年契約を結んだ。2008年のシーズン中、ウィリアムスは8試合に出場し、1タックルを記録した。
2009年9月5日、シーズン開幕直前にジャガーズから解雇された。9月8日、シアトル・シーホークスとプラクティス・スクワッド (practice squad) として契約したが、9月30日には契約解除となった。同年11月10日、ニューイングランド・ペイトリオッツとプラクティス・スクワッドとして契約した。ボルチモア・レイブンズとのプレーオフ直前の翌年1月6日に、ロースター入りを果たしたが、試合への出場機会は与えられなかった。
2010年9月4日、最終ロースターカットされ、ペイトリオッツの開幕ロースターには残れなかった。2010年10月12日、バッファロー・ビルズとプラクティス・スクワッドとして契約を結んだ。後にロースター入りして2試合に出場したが、同年12月11日に解雇された。12月15日、カロライナ・パンサーズとプラクティス・スクワッドとして契約した。
2011年シーズン終了後、契約延長を果たせず、2012年3月13日にフリーエージェントとなった。
2012年7月26日、タンパベイ・バッカニアーズと2年契約を結んだが、直後の7月29日には解雇された。